# Listy Ignacego
Listy Ignacego – listy do gmin chrześcijańskich napisane przez św. Ignacego, biskupa Antiochii Syryjskiej. Zostały napisane ze Smyrny i Troady w czasie odbywanej pod eskortą rzymskich legionistów podróży Ignacego do Rzymu ok. 110 r. n.e., gdzie zginął śmiercią męczeńską. W pierwszej części podróży zatrzymywał się w Filadelfii, Lidii oraz w Smyrnie, do którego to miasta przybyli przedstawiciele gmin chrześcijańskich Azji Mniejszej: Efezu, Magnezji i Tralles. Następnie zatrzymał się w Troadzie, po czym, drogą morską przedostał się do Neapolu, portu w Macedonii niedaleko Filippi, skąd udał się Via Egnatia do Dyrrachium. Nie zachowały się wiarygodne świadectwa odnoście jego późniejszej drogi.
Zachowały się trzy recenzje tekstów Ignacego, nazywane krótka, średnia i długa, spośród których za autentyczną uznaje się recenzję średnią, zawierającą siedem listów: sześć do Kościołów w poszczególnych miastach, oraz list skierowany osobiście do Polikarpa.

## Ogólna charakterystyka i cechy wspólne listów
- Listy mogą być uznane za odpowiedź na bieżące problemy gmin, których przedstawiciele przybywają do Smyrny na spotkanie z Ignacym (wyjątek stanowi tu list do Rzymian);
- Pozdrowienie: wszystkie omawiane listy rozpoczynają się od zwrotu „Ignacy, zwany też Teoforem...”; każdemu Kościołowi, do którego biskup kieruje swój list, przesyła on najpierw pozdrowienia i błogosławieństwo, co pozwala dostrzec podobieństwo do listów Nowego Testamentu (zwłaszcza Pawłowych);
- Ignacy napomina gminy, które są adresatami jego listów (z wyjątkiem gminy rzymskiej), aby wytrwały w wierności swojemu biskupowi i kolegium kapłanów, ponieważ jest to podstawą jedności Kościoła[6]; nakaz ten uzasadnia w następujący sposób: jak Chrystus jest złączony z Ojcem, tak Kościół jest złączony z Chrystusem, tak samo wierni są złączeni z biskupem.[7] Ignacy wymienia także diakonów[8] – przedstawienie ukształtowanej już hierarchii kościelnej było jedną z przyczyn zarzutów co do autentyczności listów;[potrzebny przypis] biskup podkreśla także potrzebę łączności wspólnoty z biskupem[9]  – tak jak Chrystus nie czynił niczego bez Ojca, tak chrześcijanie nic nie mają czynić bez swych biskupów i kapłanów;[10]
- Ignacy pisze swe listy w perspektywie śmierci męczeńskiej, mają więc one charakter ostatnich rad i pouczeń; nie charakteryzują się przy tym systematycznym ujęciem tematów, myśli często urywają się lub nie zostają wyczerpane;
- Cechą nauki o Chrystusie Ignacego jest podkreślanie prawdziwości Wcielenia i człowieczeństwa Jezusa, które w tamtym czasie było negowane przez doketystów (podobną tematykę porusza 1. List Jana): Tylko wierząc w prawdziwą śmierć Chrystusa wierzący może uniknąć śmierci[11]; inną charakterystyczną cechą jest uznanie boskości Jezusa który przyjmuje człowieczeństwo[12], nazwanie go Logosem pochodzącym z milczenia[13], jego funkcji pośredniczącej jako Najwyższego kapłana[14];
- Listy te rzucają nieco światła na pierwotne nabożeństwa chrześcijańskie;
- Biskup kieruje do wszystkich gmin prośbę o modlitwę w jego intencji (ten aspekt szczególnie podkreślony został w liście do Rzymian) oraz w intencji Kościoła syryjskiego, któremu przewodzi, a który po stracie swego biskupa pozostaje bez pasterza; obiecuje także modlitwę Kościołom, do których kieruje swoje listy.

### List do Kościoła wEfezie
- Rozdziały: VII – X są niejako antycypacją w sporze, który na dobre rozgorzał 100 lat później (arianizm); przecząc bowiem stanowisku „przybyszów głoszących fałszywą naukę”[15] Ignacy pisze, że Chrystus jest prawdziwym Bogiem i prawdziwym człowiekiem[16]. Prosi też, by nie ulegać naukom tych ludzi, ale polecać ich Bogu w modlitwie;
- Ignacy zaleca częstsze wspólne zgromadzenia „dla dziękczynienia”[17] – podkreśla tym samym rolę Eucharystii;
- Ignacy daje praktyczne wskazania: nie tylko mówić, ale i działać, być świadomym, że mieszka w nas Chrystus, powstrzymać się od cudzołóstwa;[18] „wiara i miłość do Jezusa Chrystusa są początkiem i pełnią życia”.[19]

### List do Kościoła wMagnezji
- W rozdziałach: VIII – XI Ignacy, zgodnie z duchem tzw. soboru jerozolimskiego, zwraca się przeciw przyjmowaniu praktyk żydowskich przez chrześcijan – chrześcijaństwo gromadzi wszystkich ludzi wierzących w Boga i nie potrzebuje przyjmować judaizmu, gdyż żyje według nauki Jezusa Chrystusa;
- Ignacy apeluje o życie w jedności „w Ojcu, Synu i Duchu”, w łączności z biskupem i kapłanami.[20]

### List do Kościoła wTralles
- Ignacy zaleca pokorę, „aby nie zginąć przez zbytnią chełpliwość”[21], wyraża swoją tęsknotę do spotkania z Panem;
- Biskup przeciwstawia chrześcijaństwo herezji;[22] jako „antidotum” na błędne nauki zaleca pokorę i trwanie przy Chrystusie, biskupie i nauce Apostołów;[23]
- Ignacy potwierdza prawdę o tym, że Chrystus – Bóg prawdziwie przyjął ludzkie ciało, był Synem Maryi, umarł i zmartwychwstał;[24] przeczy tym, którzy twierdzą, że Jezus cierpiał tylko pozornie.

### List do Kościoła wRzymie
- List ten zawiera wstęp obszerniejszy niż poprzednie; zawiera on sformułowania, które mogą (ale nie muszą) wskazywać na uznanie jakiegoś prymatu tego Kościoła wśród innych: „przewodzący w miłości”, „pouczenia, które nauczając innym dajecie”;[25]
- Pierwszą prośbą Ignacego jest, by chrześcijanie rzymscy nie próbowali go ocalić od męczeńskiej śmierci, której się spodziewa;[26]
- Ignacy pragnie ponieść śmierć męczeńską za wiarę – to myśl przewodnia tego listu: „Bylebym tylko posiadł Chrystusa”[27], a ponieważ szatan może mu w tym przeszkodzić, prosi o modlitwę; zdania są tutaj poplątane i czasem brak między nimi logicznego wynikania.
- W liście tym jako jedynym nie ma wzmianek o biskupie, prezbiterach i diakonach - czyli hierarchii.

## Podsumowanie charakterystyki listów
- Podobieństwo do niektórych listów NT (głównie listów Pawłowych);
- Podobna struktura (z wyjątkiem listu do Rzymian): pozdrowienie  i błogosławieństwo, pochwała dla biskupów gmin i prośba o jedność z nimi, wezwanie do nieulegania naukom różniącym się od nauki Apostołów, których strażnikami są biskupi, osobiste świadectwo wiary, prośba i obietnica modlitwy;
- List do Rzymian różni się od pozostałych tym, że jest chyba najbardziej intymny – Ignacy pisze list bardzo osobisty, udziela wiele informacji na temat swych rozważań, pokus, które go nękają, mówi o swojej walce i przeżyciach wewnętrznych.

## Wydania
- Przekład polski listów w: Listy. W. Kania (tłum. z greckiego). Tarnów: 1987, s. 23, seria: Głos Tradycji 16.
- Do Polikarpa w: Pierwsi świadkowie. Pisma Ojców Apostolskich. Anna Świderkówna (przekł.), Marek Starowieyski (oprac.). Kraków: Wydawnictwo „M”, 1998, s. 140-142, seria: Biblioteka Ojców Kościoła 10. ISBN 83-87243-21-3.
- Do Kościoła w Rzymie w: Pierwsi świadkowie, s. 128-131.